# Cultuurgebied van Hima
Het Cultuurgebied van Hima is een UNESCO-werelderfgoedsite in Saoedi-Arabië. De site werd tijdens de 44e sessie van de Commissie voor het Werelderfgoed in juli 2021 in Fuzhou toegevoegd aan de Werelderfgoedlijst. Het gebied bestaat uit een reeks rotsschilderingen van jachttaferelen, fauna en flora. Ook zijn er petrogliefen te vinden en inscripties van legers en handelaren langs de karavaanroute, in verschillende talen zoals het Grieks, Arabisch en Nabatees. Tot slot zijn er waterbronnen en restanten van bouwwerken aangetroffen.
De vondsten beslaan een periode van 3000 v.Chr. tot eind 20e eeuw.